# Schizopera gauldi
Schizopera gauldi är en kräftdjursart som beskrevs av Claude Chappuis och Rouche 1961. Schizopera gauldi ingår i släktet Schizopera och familjen Diosaccidae. Inga underarter finns listade i Catalogue of Life.